# Peter Thiele (Grafiker)

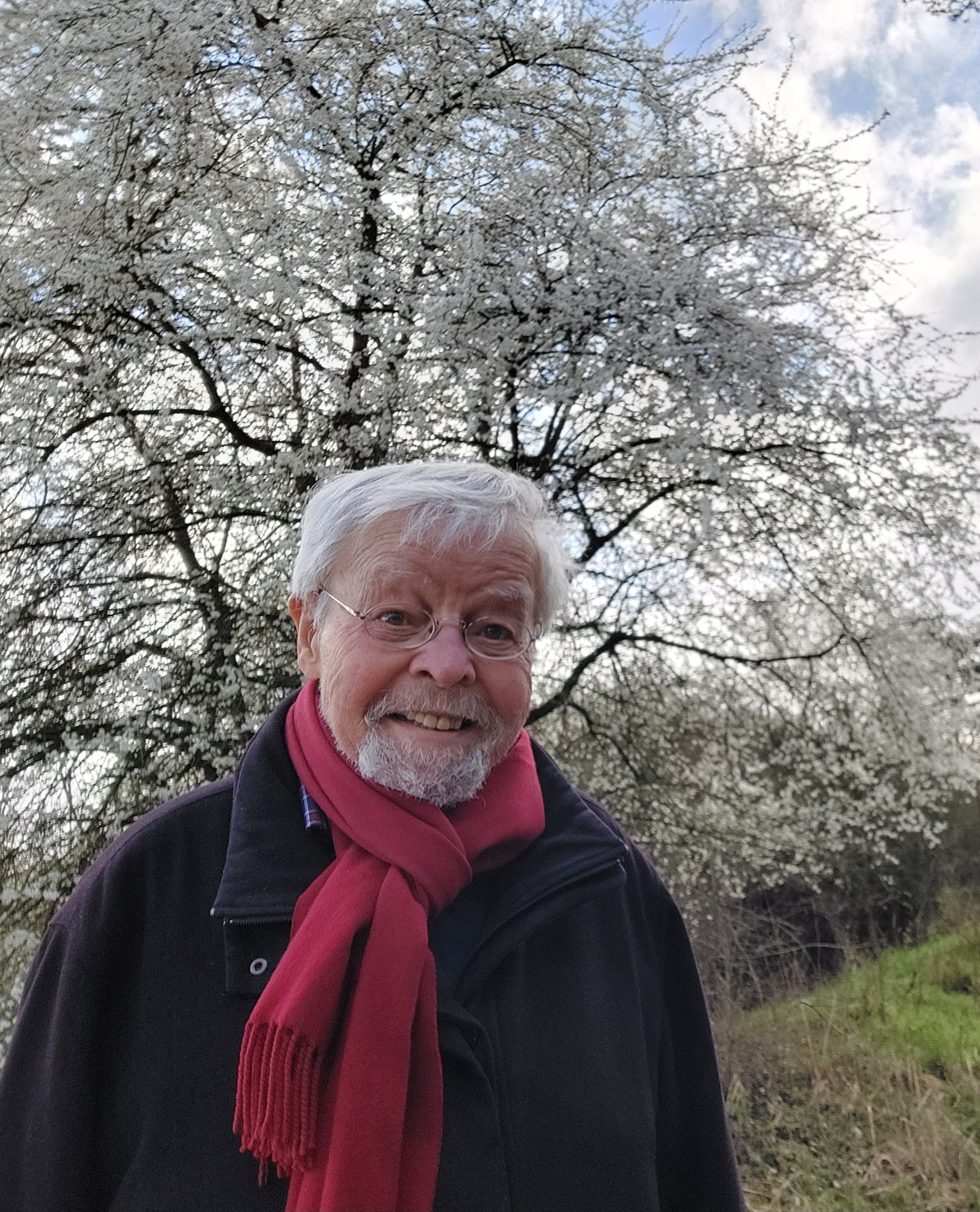
Peter Thiele (2023)

Peter Thiele (* 12. Oktober 1938 in Nürnberg) ist ein deutscher Grafiker, Künstler und Hochschullehrer.

## Leben
Peter Thiele ist das vierte Kind des Landschaftsarchitekten Hermann Thiele (1906–2001) aus Nürnberg und Zwillingsbruder des Landschaftsarchitekten Gerhard Thiele. Ein jüngerer Bruder ist ebenfalls Designer.
Er studierte Grafik an der Folkwangschule und der Staatlichen Akademie der Bildenden Künste Stuttgart. Zunächst arbeitete er als Kunsterzieher in Westfalen, ab 1969 Lehrtätigkeit an der Höheren Fachschule für Grafik und Werbung in Nürnberg (Vorgänger der Georg-Simon-Ohm-Fachhochschule Nürnberg). 1977 erhielt er den Förderpreis der Stadt Nürnberg. 1979 wurde er an der Georg-Simon-Ohm-Fachhochschule Nürnberg Professor und lehrte dort Gestaltungslehre, Druckgrafik, Zeichnung und Illustration.
1991 war Peter Thiele Gastdozent am Canberra Institut of Art, Australien.
Seine Werke wurden vielfach im In- und Ausland ausgestellt. Er ist Mitglied der Künstlergruppe Der Kreis.

## Ausstellungskataloge (Auswahl)
- thiele, 1977, Druck: H.+G. Walter, Nürnberg
- Beispiele 2/84, zur Ausstellung in der Albrecht Dürer Gesellschaft Nürnberg, 1984,
- Peter Thiele:Neue Arbeiten, 1994, Verlag H+G Walter, Nürnberg
- Peter Thiele: Bildstaben, 1999, Druckerei Förster, Sulzbach
- Peter Thiele: Ach wenn die Welt ..., Galerie-W, 2017, ISBN 978-3-947289-04-2

## Zitate
- Jedes Bild verändert sein Gesicht viele Male – und es ist nur darum fertig, weil ich aufhöre zu malen.

## Nachweise
1. ↑   „Peter Thiele“ Katalog zur Ausstellung in der Druckerei Förster, Sulzbach, Juli 1999
2. ↑  Peter Thiele:Neue Arbeiten, Ausstellungskatalog 1994

| Personendaten    | Personendaten                                    |
| ---------------- | ------------------------------------------------ |
| NAME             | Thiele, Peter                                    |
| KURZBESCHREIBUNG | deutscher Grafiker, Künstler und Hochschullehrer |
| GEBURTSDATUM     | 12. Oktober 1938                                 |
| GEBURTSORT       | Nürnberg                                         |